# Festival de Tierra Amarilla 2015
El II Festival de Tierra Amarilla fue la segunda edición del certamen musical Festival de Tierra Amarilla, celebrado en 2015. Se llevó a cabo en el estadio Eladio Rojas de la comuna de Tierra Amarilla, en la Región de Atacama, Chile, y se emitió por televisión entre el 16 de enero de 2015 y el 17 de enero de 2015. La transmisión y producción del evento fue realizada por La Red, y sus anfitriones fueron Juan Andrés Salfate, Antonella Ríos, Leo Caprile y Julia Vial. 
El certamen ya había sido televisado en 2014 con el canal TVN pero para la segunda edición el municipio de Tierra Amarilla no consiguió renovar el acuerdo con la señal estatal.

## Programación
Los artistas que pisaron el escenario fueron durante la primera jornada la mexicana Marisela, Douglas, Los Kuatreros del Sur y el dúo humorístico Payahop. En la segunda jornada participaron el español Álex Ubago, Los Jaivas, La Noche y el dúo humorístico Los Locos del Humor.

### Conducción
Presentaron el certamen dos parejas distintas de animadores, una para cada uno de los días. El 16 de enero este rol estuvo a cargo de la conductora de televisión Antonella Ríos y de Juan Andrés Salfate, mientras que los encargados de la jornada del cierre fueron Julia Vial y Leo Caprile.

### Reina del Festival
Paralelamente, se celebró un concurso de reina del festival. El 6 de enero se nombraron  las candidatas a reina del festival de tierra amarilla, quienes  fueron la chilena Camila Nash, la chilena Jocelyn Medina, la argentina Mariela Montero y la paraguaya Ruth Gamarra.
La ganadora del concurso fue la chilena Jocelyn Medina, quien se convirtió en la primera reina del Festival de Tierra Amarilla.

## Audiencia
| 1 | Viernes | 16 de enero |  |  |  | [ 5 ] |
| 2 | Sábado  | 17 de enero |  |  |  | [ 6 ] |